# دينيسي فراغا
دينيسي فراغا (بالبرتغالية: Denise Fraga‏) هي ممثلة برازيلية، ولدت في 15 أكتوبر 1965 في ريو دي جانيرو في البرازيل.

## وصلات خارجية
- دينيسي فراغا على موقع IMDb (الإنجليزية)
- دينيسي فراغا على موقع قاعدة بيانات الفيلم (الإنجليزية)